# Suur-Rahula
Suur-Rahula est un village d'Estonie situé dans la commune de Saaremaa (jusqu'en octobre 2017 commune de Orissaare) du comté de Saare.
Au 31 décembre 2011, il comptait 67 habitants.